# Большеарбайский сельсовет
Большеарбайский сельсовет — сельское поселение в Саянском районе Красноярского края.
Административный центр — село Большой Арбай.

## История
Статус и границы сельского поселения установлены Законом Красноярского края от 18 февраля 2005 года № 13-3007 «Об установлении границ и наделении соответствующим статусом муниципального образования Саянский район и находящихся в его границах иных муниципальных образований»

## Население
| 2010 | 2012 | 2013 | 2014 | 2015 | 2016 | 2017 |
| ---- | ---- | ---- | ---- | ---- | ---- | ---- |
| 457  | ↘435 | ↘426 | ↘414 | ↘407 | ↘395 | ↘382 |

## Состав сельского поселения
В состав сельского поселения входят 3 населённых пункта:
| № | Населённый пункт | Тип населённого пункта       | Население |
| - | ---------------- | ---------------------------- | --------- |
| 1 | Большой Арбай    | село, административный центр | ↘349      |
| 2 | Зеленино         | деревня                      | ↘14       |
| 3 | Карлык           | деревня                      | ↘94       |

## Местное самоуправление
Большеарбайский сельский Совет депутатов
Дата избрания: 14.03.2010. Срок полномочий: 5 лет. Количество депутатов:  7
Глава муниципального образования
- Кононов Николай Петрович. Дата избрания: 14.03.2010. Срок полномочий: 5 лет